# Tron (Kryptowährung)
Tron ist ein dezentrales, Blockchain-basiertes Betriebssystem der Tron Foundation Ltd. aus Singapur, die im März 2014 vom chinesisch-amerikanischen Unternehmer Justin Sun ins Leben gerufen wurde, dem CEO von Tron, BitTorrent und der von ihm selbst entwickelten App Paiwo, sowie nach Forbes einer der reichsten Unternehmer Chinas. Es handelt sich ursprünglich um einen Ethereum-basierten ERC-20-Token, der am 25. Juni 2018 auf eine eigene Blockchain migriert (Token Swap) wurde.
Als dezentrale Plattform können auf Tron nicht nur Smart Contracts, sondern ganze Anwendungsprogramme angelegt, verwaltet und ausgeführt sowie Medieninhalte gemeinsam genutzt werden. Dabei konzentriert sich Tron auf das Teilen von Inhalten und die Unterhaltungsindustrie. Dazu gehören die Bereitstellung des Filesharing, die Förderung der Erstellung von Inhalten durch finanzielle Belohnungen, die Möglichkeit für Ersteller von Inhalten, eigene Token einzuführen und die Dezentralisierung der Spieleindustrie. Tron hat sich dabei als Umgebung positioniert, in der Verfasser von Inhalten direkt mit ihren Zielgruppen kommunizieren können. Durch die Abschaffung zentralisierter Plattformen wie Streaming Media, App-Stores oder Musik-Webseiten, erhofft man sich, dass die Urheber nicht so viele Provisionen an Zwischenhändler verlieren. Gleichzeitig könnten Inhalte auch für Verbraucher kostengünstiger werden.
Als Zahlungsmittel für Transaktionen verwendet Tron die interne Kryptowährung Tronix (TRX).  Während Bitcoin bis zu sechs Transaktionen pro Sekunde (TPS) und Ethereum bis zu 25 TPS abwickeln kann, soll Tron eine Kapazität für 2.000 TPS bieten. Zudem gibt es keine Gebühren für TRX-Transaktionen. Der TRX-Token selbst wird verwendet, um Zugang zu bestimmten Funktionen der Tron-Software zu erhalten. Der Hauptzweck des Tokens ist daher die Verwendung im Tron-Netzwerk.
Tron gibt eine Roadmap seiner künftigen Entwicklung heraus.  
Seit 2018 ist Tron in Besitz von BitTorrent und es bestehen mehrere Kooperationen, darunter zu Poloniex, Samsung, Swisscom Blockchain, Tether und Opera. Ursprünglich hauptsächlich in Asien vermarktet, ist Tron heute weltweit aufgestellt. Die Plattform hatte im August 2021 mehr als 50 Millionen Konten. Heute gehört Tron zu den beliebtesten Blockchains für die Erstellung von DApps, ist Proof-of-Stake-basierend und seine Währung wird auf zahlreichen Börsen gehandelt. Seit September 2021 auch auf der Deutschen Börse per Exchange-traded Notes (ETNs).

## Hintergrund
Tron wurde erfunden, um die Urheber von Inhalten für ihre Bemühungen stärker zu belohnen. Die Medienindustrie ist derzeit so strukturiert, dass einige wenige große Unternehmen wie YouTube, Facebook und Apple in hohem Maße darüber bestimmen, welche Medien auf ihren Websites angesehen und veröffentlicht werden. Sie kontrollieren nicht nur, was gesehen werden kann, sondern sie erhalten auch den größten Teil des von den Medien generierten Geldes. Die Schöpfer erhalten jedoch nur einen kleinen Teil des Einkommens. Tron wurde gegründet, um dies zu korrigieren. Indem Tron sozusagen den Mittelmedien-Mann eliminiert, ist Tron in der Lage, den Verbrauchern die Möglichkeit zu geben, die Urheber von Inhalten direkt über das Tron-Netzwerk und unter Verwendung der TRX-Token zu belohnen. Umgekehrt können die Urheber ihrer Inhalten durch digitale Vermögenswerte, in diesem Fall das TRX-Token oder andere Token, die durch TRX unterlegt sind, als Belohnung für ihre Inhalte erhalten. Die Medien befinden sich also vollständig im Besitz des Urhebers und nicht teilweise im Besitz eines großen Unternehmens. Dadurch generiert der Urheber für seine Inhalte ein höheres Einkommen, während seine Inhalte für den Verbraucher kostengünstiger zu erwerben sind.

## Geschichte
Die Tron Foundation Ltd. hat ihren Sitz in Singapur und wurde im September 2017 von CEO Justin Sun gegründet, der zuvor im März 2014 Tron ins Leben rief und im Jahr 2015 im Ranking „30 under 30“ bei Forbes China auftauchte. Ende Dezember 2017 gab Justin Sun über mehrere Tweets bekannt, dass sich diverse Entwickler des chinesischen E-Commerce Giganten Alibaba.com bereits Tron angeschlossen haben. Im Januar 2018 erfolgte eine technische Kooperation mit dem Fahrradverleihsystem oBike und mit Game.com. Im selben Jahr erwarb Tron BitTorrent, die größte Filesharing-Plattform im Internet, was ein großer Schritt auf ihrem Weg zur Schaffung gleicher Wettbewerbsbedingungen für die Medien im Internet war.
2019 kündigten Tron und Tether eine Partnerschaft an um USDT, das Tickersymbol von Tether, auf der Tron-Blockchain als TRC-20-Token zu starten – das Äquivalent des Protokolls zum ERC-20 – mit dem Ziel, die Liquidität an dezentralen Börsen zu verbessern. Laut dem Whitepaper des Projekts basiert das Netzwerk auf einem Proof-of-Stake-System, in dem 27 Blockproduzenten (Super Representatives oder SRs) Blöcke für das Netzwerk produzieren. Insgesamt werden jährlich 336.384.000 TRX an die SRs vergeben. Ende September 2021 wurde Tron von der Deutschen Börse, der größten europäischen Börse, per Exchange-traded Note (ETNs) aufgenommen.
Eine größere Aufmerksamkeit erhielt die Kryptowährung Tronix im Dezember 2017 durch einen enormen Kursanstieg. Nachdem der Kurs des Tronix-Tokens Anfang Dezember 2017 bei etwa 0,0018 Euro stand, stieg der Preis am 5. Januar 2018 auf sein bis dato Allzeithoch von rund 0,25 Euro bei einer Umlaufmenge von 66.682.072.191 TRX. Im Ranking der Marktkapitalisierung belegte TRX damit Anfang Januar 2018 den 6. Platz mit rund 12 Milliarden Euro. Aktuell steht Tron mit einer Marktkapitalisierung von ca. 4 Mrd. Dollar auf Platz 18.

## Verwendung
Metal Pay: Metal Pay ist ein Online-Zahlungsdienst, mit dem Geld in die ganze Welt geschickt werden kann. Dies bedeutet, dass die Benutzer nun ganz einfach TRX-Token gegen Bargeld entweder über die Metal Pay-Website oder ihre App kaufen können.
Refereum: Ist eine Plattform, die es Spielern erlaubt, TRX zu verdienen, während sie streamen, und Zuschauern erlaubt, Belohnungen zu verdienen, während sie zuschauen. Die Partnerschaft steht im Einklang mit dem Medienfokus von Tron und spiegelt das Potenzial wider, das eine Integration von Spielen und Blockchain hat. Der Hauptantrieb ihrer Bemühungen ist der Streaming-Dienst DLive, auf den Tron über BitTorrent mit dem Dienst zugreift.
Samsung – Samsung hat Tron in seinen Blockchain Keystore aufgenommen. Das bedeutet, dass Samsung-Benutzer, die über die neuesten Versionen verfügen, nun über den Samsung App Store auf Tron DApps zugreifen können. Dies war eine bedeutsame Errungenschaft für die Tron, da neue Content-Ersteller in der Lage sind, eine angemessene Entschädigung für ihre Bemühungen zu erhalten, zudem sind auch ihre dApps nun einem breiten Publikum zugänglich.